# Coppia ferrarese
La coppia ferrarese, également appelé ciopa ou ciupeta, est un pain torsadé en forme de X produit dans la province de Ferrare, en Émilie-Romagne, en Italie.
Depuis le 17 octobre 2001, la dénomination « coppia ferrarese » bénéficie du label communautaire indication géographique protégée (IGP) suivie d'une modification de son cahier des charges demandée en mars 2012.

## Histoire
La coppia ferrarese est étroitement liée à la culture et à l'histoire de la ville de Ferrare, où dès 1287, les statuts communaux ferrarais imposent aux boulangers la fabrication de pain « festonné ». La version la plus ressemblante est celle citée, en 1536, dans l'ouvrage. Banchetti de Cristoforo da Messisbugo où il est question d'un pane intorto (pain torsadé), servi lors d'un repas de carnaval, offert en l'honneur du duc de Ferrare.
À la fin du XVIIe siècle, à Ferrare, le pain devient officiellement une spécialité et le raffinement des boulangers ferrarais est évoqué par Antonio Frizzi (it) dans son ouvrage Mémoire pour l'histoire de Ferrare.

## Caractéristiques
« Le meilleur pain du monde »

— Riccardo Bacchelli, Le Moulin du Pô, vol I, 1957.
La coppia ferrarese est formée de deux morceaux de pâte torsadés qui sont ensuite attachés dans leur partie centrale formant ainsi un X. Le poids de chaque pain peut varier de 80 à 250 grammes. Sa couleur est dorée et teintée de marbrures blondes, son odeur est intense et appétissante.

## Composition
Ses ingrédients sont la farine de blé tendre de type 0, l’eau, le saindoux pur de porc, l’huile extra vierge d'olive, le levain naturel, la levure naturelle dite de bière, le sel alimentaire, le malt en l'état ou sous forme d'extrait. En outre, il est interdit d'utiliser des additifs de panification.